# Letiště Göteborg Landvetter
Letiště Göteborg Landvetter (IATA: GOT, ICAO: ESGG) je veřejné mezinárodní letiště obsluhující švédské město Göteborg. S počtem 6,8 milionu přepravených cestujících v roce 2018 je po letišti Stockholm-Arlanda druhým největším v zemi. Landvetter je dále důležitý i pro nákladní dopravu. V roce 2007 zde prošlo 60,1 tisíc tun letecky přepraveného nákladu, tedy okolo 60 % kapacity letiště Arlanda.
Leží asi 20 km východo-jihovýchodně od druhého největšího švédského města Göteborg a asi 40 km západně od města Borås (skoro 75 tisíc obyvatel v roce 2020, celá municipalita téměř 115 tisíc obyvatel). Obě města spojuje hlavní silnice č. 40, z které vede asi 2 km dlouhá mimoúrovňová odbočka (exit 77) na letiště. Pojmenování letiště získalo podle lokality Landvetter, která se nachází na území samosprávné obce (municipality) Härryda. Letiště bylo slavnostně otevřeno 3. října 1977 za účasti švédského krále (Karel XVI. Gustav) a nahradilo již nevyhovující letiště Torslanda (otevřené 1923). Od doby, kdy bylo pro komerční provoz uzavřeno letiště Göteborg City (2015), jde o jediné komerční letiště pro město Göteborg.

## Statistiky letiště

### Počty cestujících
V letech 2011 až 2019 se počet cestujících na letišti Göteborg Landvetter pohyboval v rozmezí přibližně 4,8 milión až 6,8 miliónu (viz Tabulka 1).  Dlouhodobě jde o druhé největší letiště, které provozuje společnost Swedavia (po letišti Stockholm-Arlanda) a současně druhé největší letiště ve Švédsku podle počtu cestujících vůbec. Za období 2011 až 2018 vzrostl počet cestujících skoro o 40 procent.
V roce 2019 počet cestujících proti předchozímu roku mírně poklesl (o 2 procenta), za uvedené období předtím došlo k poklesu jen v roce 2012 
(o zanedbatelných 0,8 procenta). Ale v roce 2020 (v důsledku pandemie covidu-19), se počet cestujících dramaticky propadl na pouhou čtvrtinu (v absolutním vyjádření jen 1,58 miliónu cestujících oproti 6,67 miliónu v předchozím roce), v porovnání s rekordním rokem 2018 byl propad ještě o něco větší. Obdobné poklesy zaznamenala naprostá většina letišť nejen ve Švédsku, ale i po celém světě. V roce 2021 lze na všech letištích opět očekávat výrazně nižší počty cestujících než v letech 2011–2019.
| Rok  | Cestujících | Bazický index (2011 = 100) | Meziroční změna [%] |
| ---- | ----------- | -------------------------- | ------------------- |
| 2011 | 4 899 973   | 100                        | ▲+18,5              |
| 2012 | 4 860 038   | 99                         | ▼–0,8               |
| 2013 | 5 005 154   | 102                        | ▲+3,0               |
| 2014 | 5 215 928   | 106                        | ▲+4,2               |
| 2015 | 6 164 202   | 126                        | ▲+18,2              |
| 2016 | 6 376 298   | 130                        | ▲+3,4               |
| 2017 | 6 759 689   | 138                        | ▲+6,0               |
| 2018 | 6 808 059   | 139                        | ▲+0,7               |
| 2019 | 6 671 361   | 136                        | ▼–2,0               |
| 2020 | 1 576 787   | 32                         | ▼–76,4              |

### Nejvytíženější vnitrostátní linky
Tabulka 2 uvádí pět (resp. šest, protože pro Stockholm jsou obě letiště uváděna jako jedna společná položka) švédských letišť, kde bylo v roce 2019 přepraveno nejvíce cestujících z/na letiště Göteborg Landvetter. Z tabulky je zřejmé, že ve vnitrostátní dopravě naprosto dominují trasy na obě stockholmská letiště.
| Č. | Letiště                              | Cestujících | Meziroční změna [%] |
| -- | ------------------------------------ | ----------- | ------------------- |
| 1  | Stockholm-Arlanda + Stockholm-Bromma | 1 133 378   | ▼–13,2              |
| 2  | letiště Visby                        | 30 567      | ▼–5,7               |
| 3  | letiště Luleå                        | 22 044      | ▼–23,1              |
| 4  | letiště Umeå                         | 9 754       | ▼–32,9              |
| 5  | letiště Sundsvall-Timrå              | 7 398       | ▼–49,4              |

### Cestující podle zemí
Tabulka 3 uvádí 10 zemí, odkud nebo kam bylo v roce 2019 přepraveno nejvíce cestujících z/na letiště Göteborg Landvetter. Na rozdíl od vnitrostátní dopravy, kde všechny nejfrekventovanější linky zaznamenaly pokles, počet cestujících na mezinárodních letech u pěti z deseti zemí vzrostl a zvýšil se i celkový počet cestujících v mezinárodní dopravě, byť nikterak výrazně (o 1,1 procenta). Z tabulky je dále zřejmé, že prvních pět zemí představuje více než polovinu a uvedených 10 zemí více než tři čtvrtiny všech cestujících na mezinárodních letech.
| Poř. | Země                    | Cestující | Změna v % 2019/2018 | Podíl [%] | Kumulativní podíl [%] |
| ---- | ----------------------- | --------- | ------------------- | --------- | --------------------- |
| 1    | Německo                 | 867 485   | ▲+5,7               | 15,9      | 15,9                  |
| 2    | Španělsko               | 805 025   | ▼–2,8               | 14,7      | 30,6                  |
| 3    | Spojené království      | 646 456   | ▲+2,3               | 11,8      | 42,5                  |
| 4    | Nizozemsko              | 364 675   | ▼–2,2               | 6,7       | 49,1                  |
| 5    | Řecko                   | 288 374   | ▼–6,1               | 5,3       | 54,4                  |
| 6    | Dánsko                  | 282 543   | ▼–7,5               | 5,2       | 59,6                  |
| 7    | Turecko                 | 276 094   | ▲+4,5               | 5,1       | 64,7                  |
| 8    | Polsko                  | 259 034   | ▲+4,0               | 4,7       | 69,4                  |
| 9    | Finsko                  | 236 651   | ▼–0,2               | 4,3       | 73,7                  |
| 10   | Belgie                  | 203 314   | ▲+2,8               | 3,7       | 77,5                  |
|      | Ostatní země            | 1 231 231 | .                   | 22,5      | 100,0                 |
|      | Celkem mezinárodní lety | 5 460 882 | ▲+1,1               | 100,0     | x                     |

## Fotogalerie

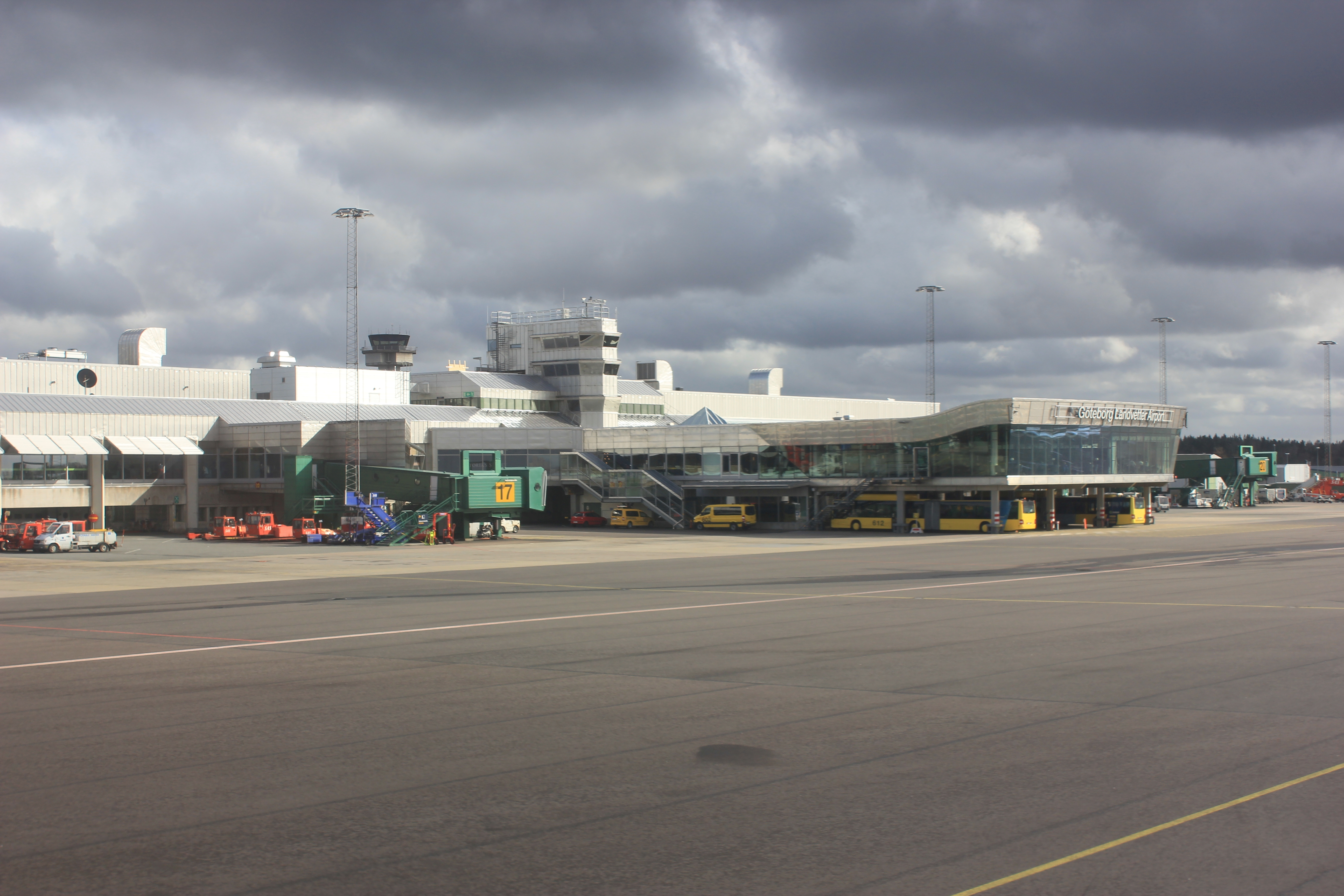
Celkový pohled na terminál (2017)
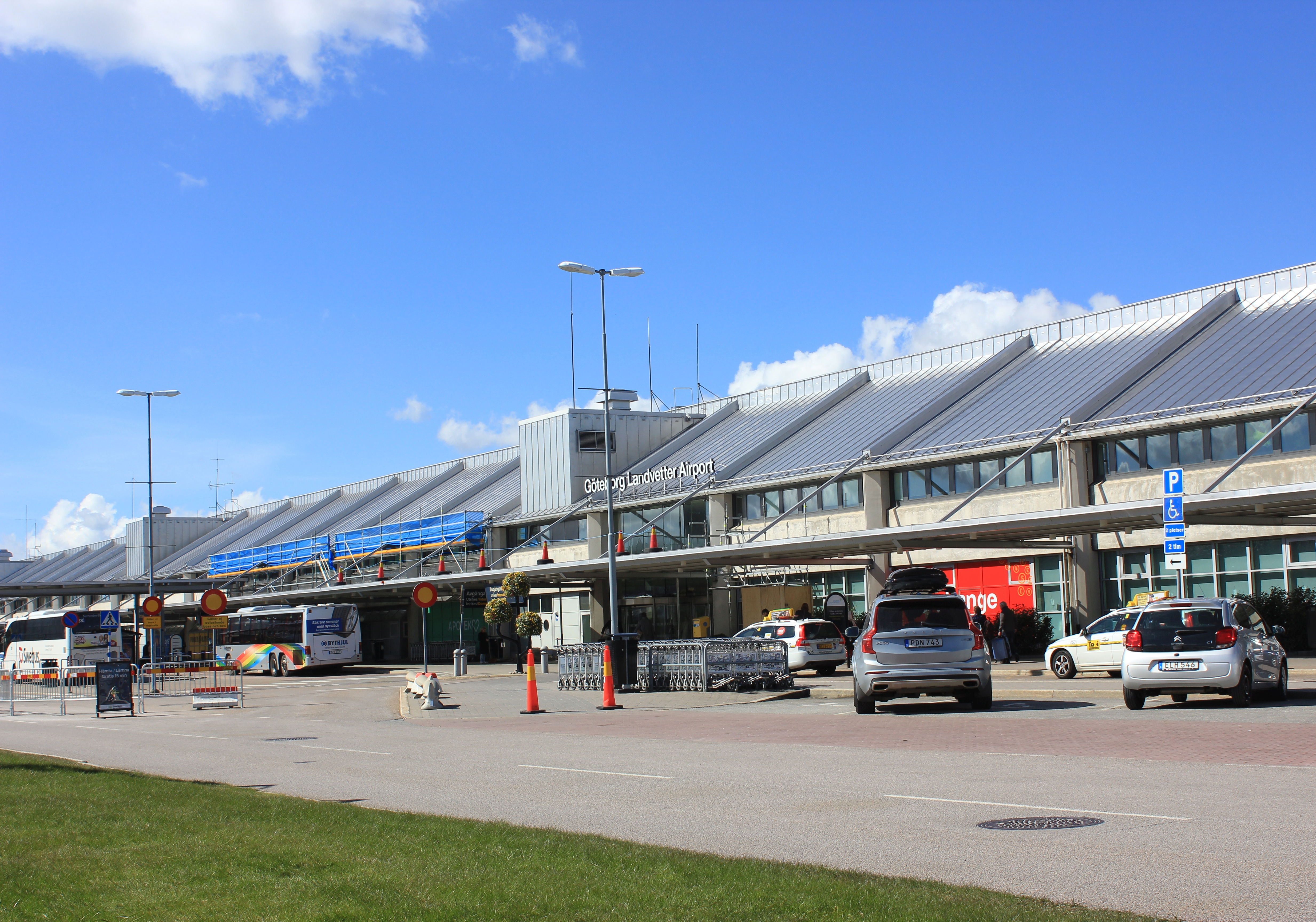
Vstup do terminálu (2017)
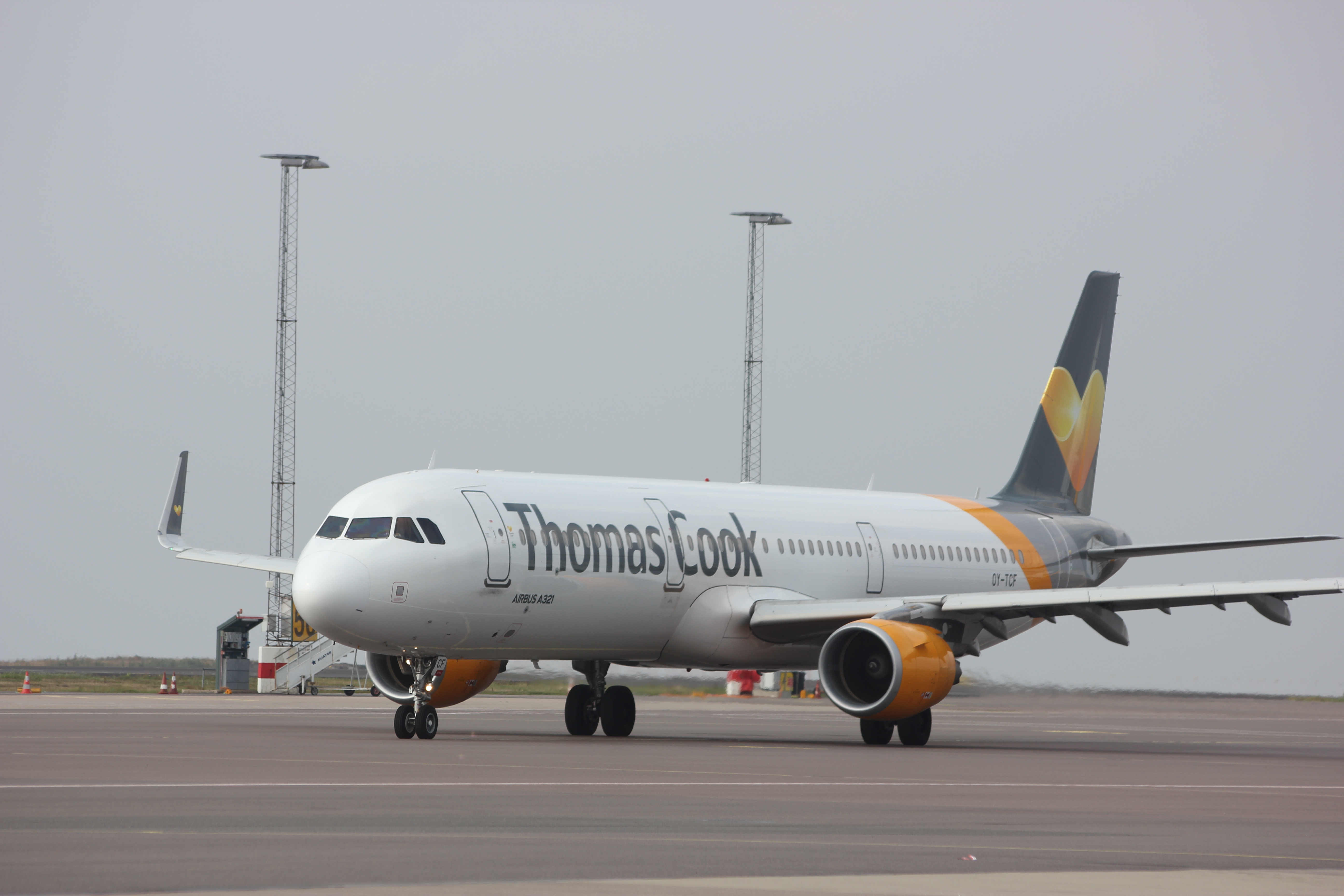
Airbus A321 v barvách Thomas Cook (2018)
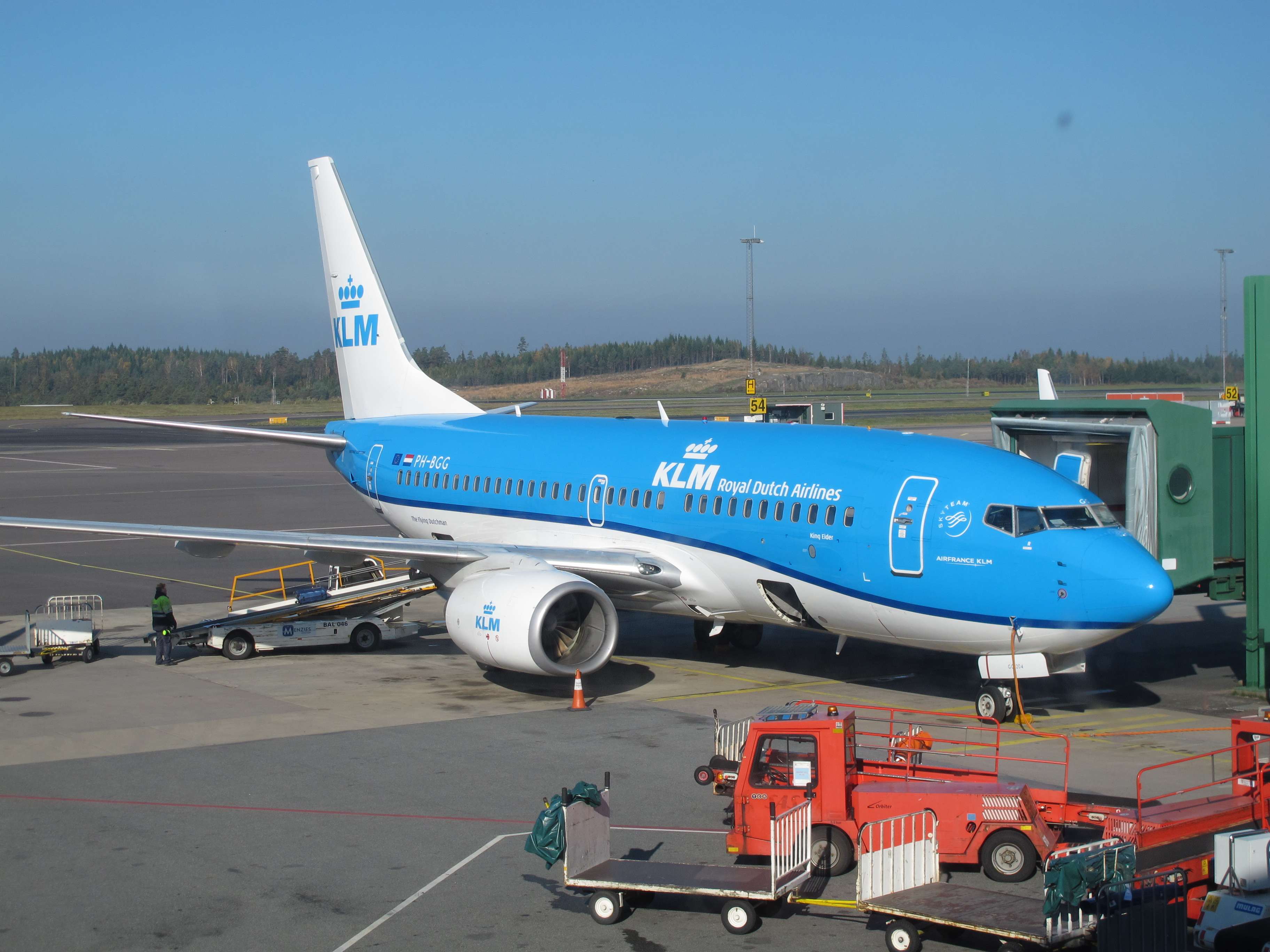
Boeing 737 v barvách KLM (2018)
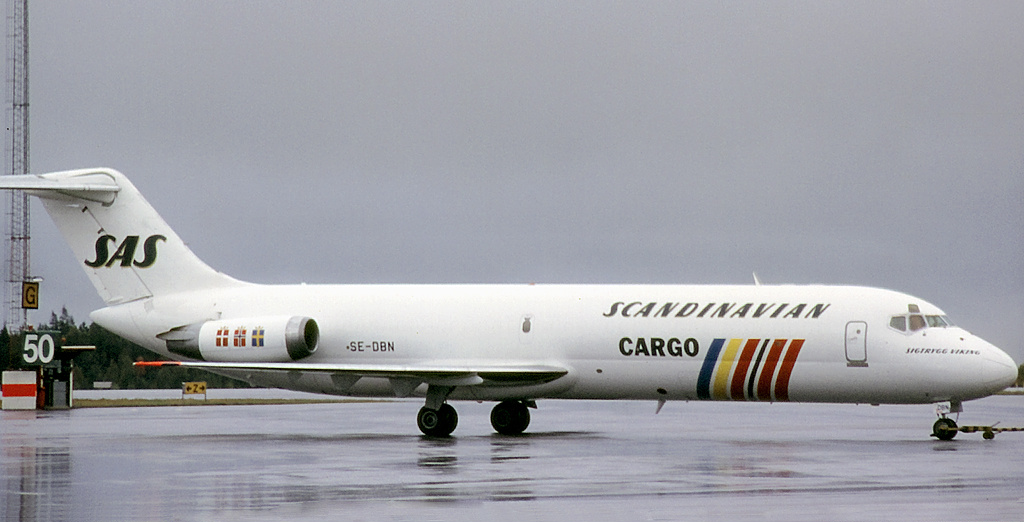
Nákladní verze Douglas DC-9 (SAS, 1984)
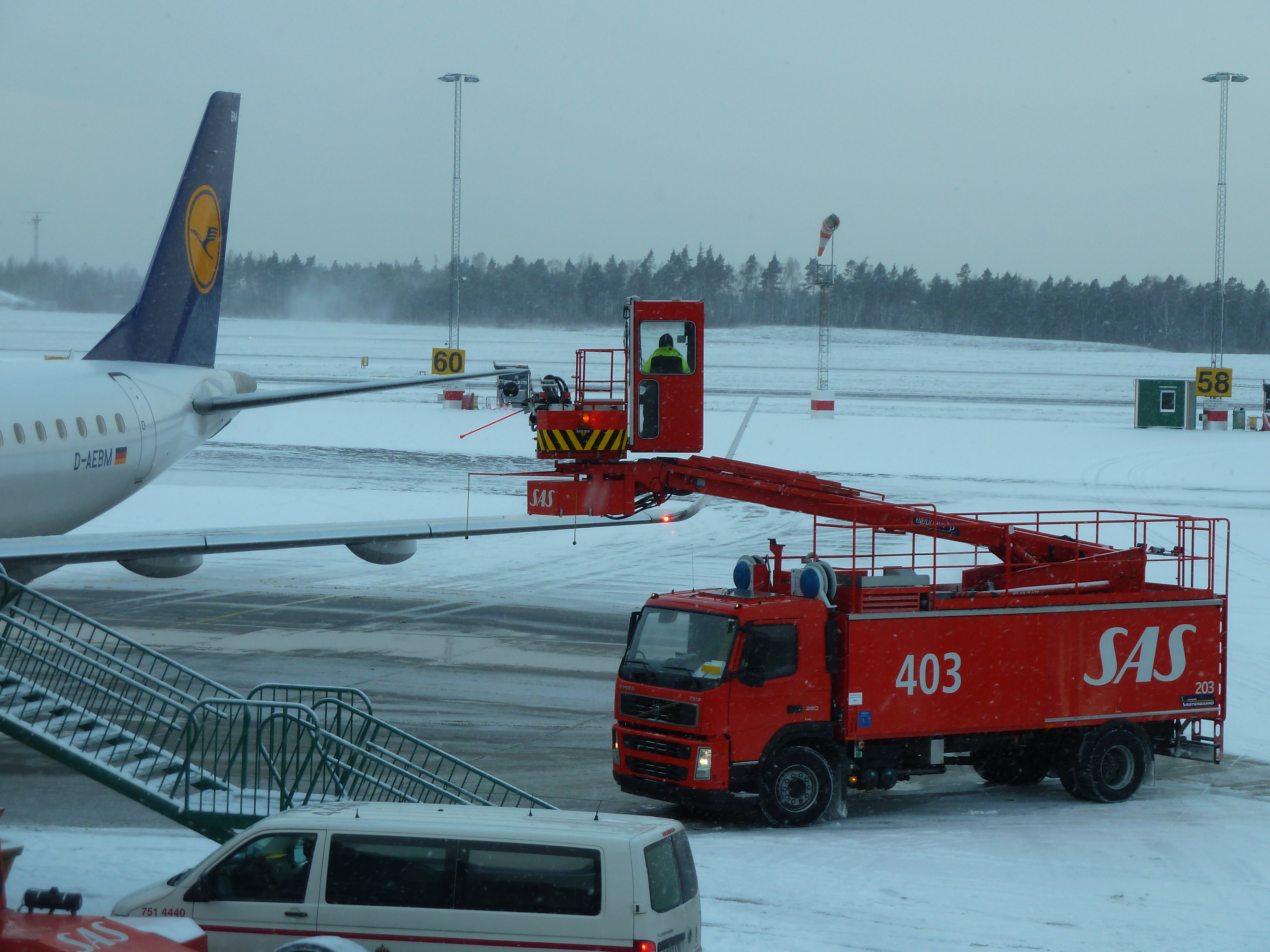
Odstraňování námrazy na letadle Lufthansa (12/2012)